# Jerónimo Valera
Jerónimo Valera (Nieva, Condorcanqui, 1568 - Lima, 1625) fue un sacerdote franciscano y teólogo español nacido en Perú. Fue hermano del cronista Blas Valera.
Fray Jerónimo Valera nació en Nieva (provincia de Condorcanqui, en Perú). Era hijo de conquistadores de la provincia de Chachapoyas. En 1589 vistió el hábito franciscano en el convento de San Francisco de Lima, perteneciente a la Provincia de los Doce Apóstoles. Fue elegido para los oficios de guardián y provincial. Era un excelente predicador y hombre de vasta cultura, muy versado en ambos derechos y eminente escotista. 
Enseñó muchos años teología y artes en Lima y fue calificador del Santo Oficio. Su obra principal es Commentarii ac quaestiones in universam Aristotelis ac Subtilis Doctoris J. Duns Scoti logicam (Lima, 1610), primera obra de filosofía escrita por un criollo. Murió en el convento de San Francisco de Lima en 1625.